# Zwierzyn (stacja kolejowa)

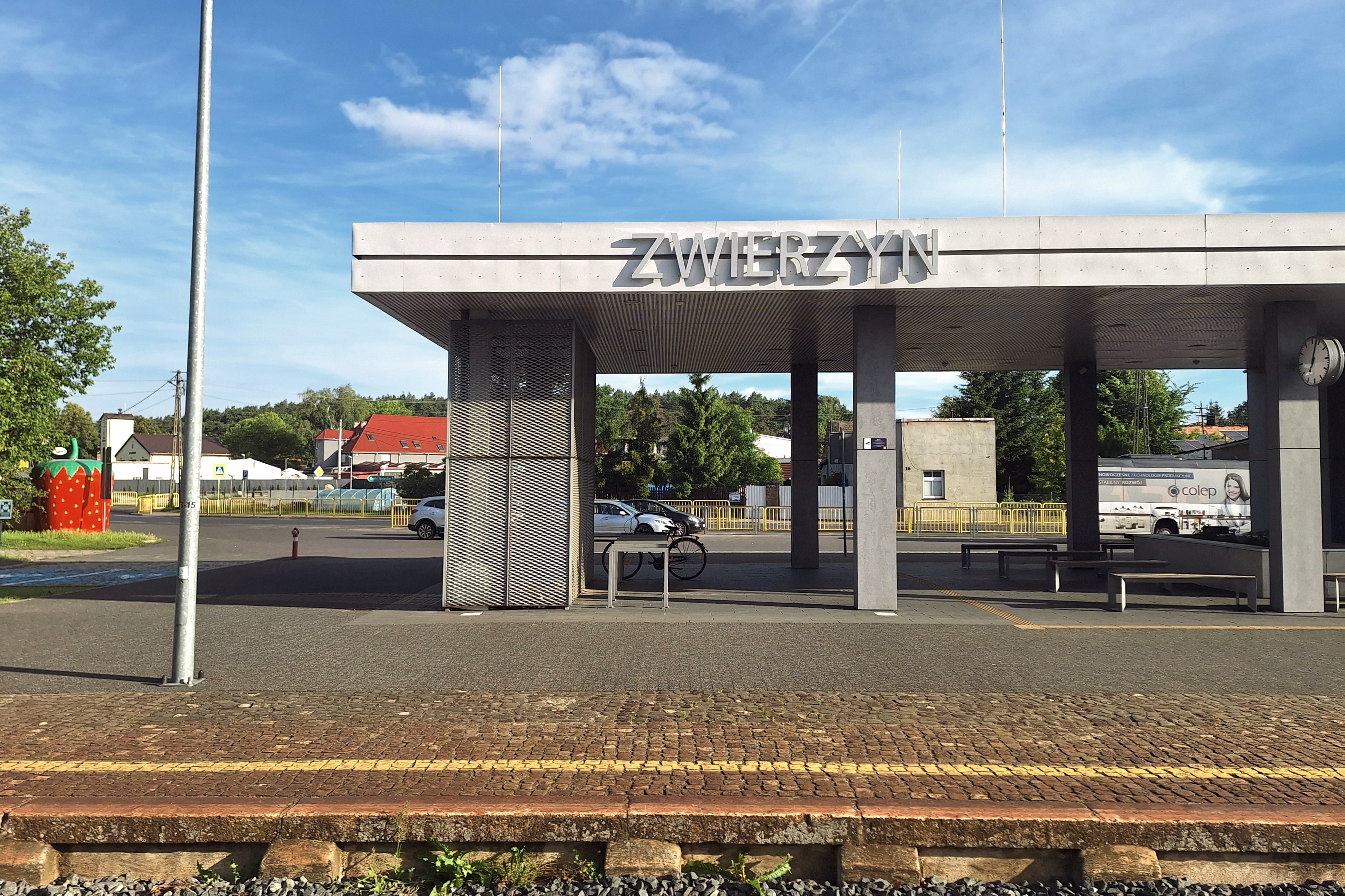
Nowa nazwa na budynku dworca

Zwierzyn (dawniej Strzelce Krajeńskie Wschód)  – stacja kolejowa w Zwierzynie, w województwie lubuskim, w Polsce. Według klasyfikacji PKP ma kategorię dworca lokalnego.

## Ruch pasażerski
| Rok  | Wymiana pasażerska na dobę |
| ---- | -------------------------- |
| 2017 | 150-199                    |
| 2018 | 200-299                    |
| 2019 | 150-199                    |
| 2020 | 100-149                    |
| 2021 | 100-149                    |
| 2022 | 200-299                    |
| 2023 | 200-299                    |

Wbrew używanej przed 2024 nazwie (Strzelce Krajeńskie Wschód), znajduje się na południe od Strzelec Krajeńskich, nie na wschód.

## Historia
Dworzec powstał na linii Pruskiej Kolei Wschodniej (tzw. Ostbahnu). Nosił wówczas nazwę Friedeberg (Neumark) Ostbahnhof. Obiekt wybudowano z lokalnej cegły i nadano mu historyzujące formy. Służył przede wszystkim położonym na wysoczyźnie Strzelcom Krajeńskim (6 km dalej) – poprowadzenie linii bezpośrednio przy mieście, z uwagi na ukształtowanie terenu, nie było możliwe. W 1897 stacja stała się węzłem – powstała wtedy linia do miasta, w 1902 przedłużona do Lubiany Pyrzyckiej. Z uwagi na dynamiczny rozwój lokalnego przemysłu i intensywnego rolnictwa stacja była kilkakrotnie rozbudowywana, a dworzec powiększany. 26 lipca 2011 dworzec zamknięto po uderzeniu weń kilku wagonów kolejowych. W 2015 otwarto obecny obiekt w miejscu starego (rozebranego). Z dniem 9 czerwca 2024 roku nazwa stacji została zmieniona – od tego czasu stacja nie nazywa się Strzelce Krajeńskie Wschód, lecz Zwierzyn.

## Katastrofa w 2011 roku

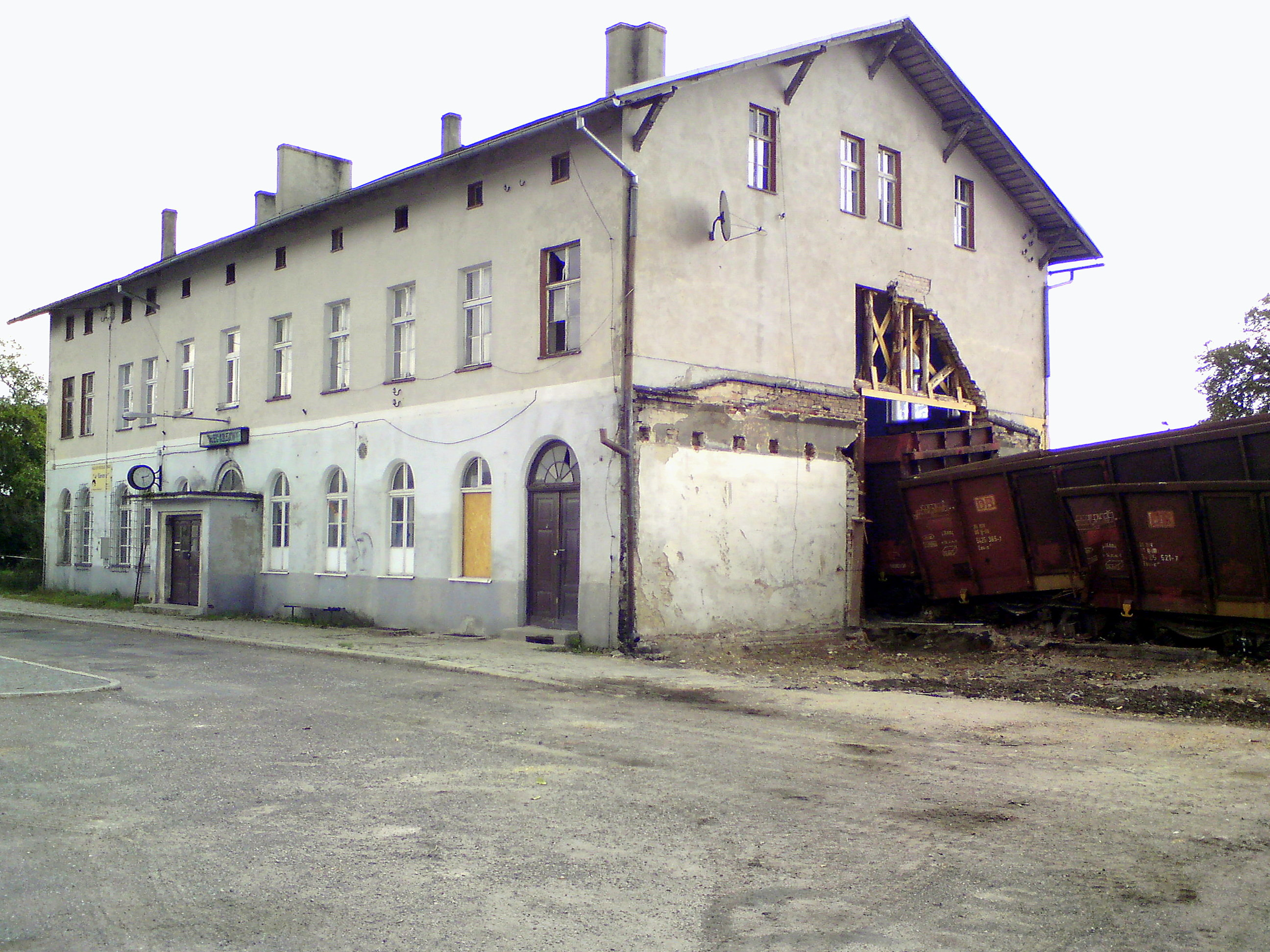
Uszkodzony budynek starego dworca

26 lipca 2011 roku na stacji doszło do wykolejenia siedmiu wagonów towarowych. Po rozładowaniu kilku wagonów w pobliskiej firmie Eurovia, wagony stoczyły się i przejechały około 2 km bez lokomotywy, następnie wypadły z torów i uderzyły w budynek stacji kolejowej. Na miejscu zginęły dwie osoby znajdujące się w mieszkaniu, w które wbił się jeden z siedmiu wagonów. Trzecia ofiara to 18-letnia dziewczyna, która w chwili wypadku stała na peronie. Przeprowadzona ekspertyza powypadkowa wykazała, że budynek dworca nadaje się do zamieszkania po gruntownym remoncie.
28 lipca 2011 Prokuratura Rejonowa w Strzelcach Krajeńskich poinformowała o postawieniu zarzutu nieumyślnego spowodowania katastrofy w ruchu lądowym trzem nastoletnim pracownikom, którzy samodzielnie podjęli decyzję o odłączeniu lokomotywy od wagonów towarowych i zwolnieniu blokady hamulcowej. Spowodowało to, że skład ruszył, wykoleił się i uderzył w budynek mieszkalny.

## Budowa nowego budynku dworca

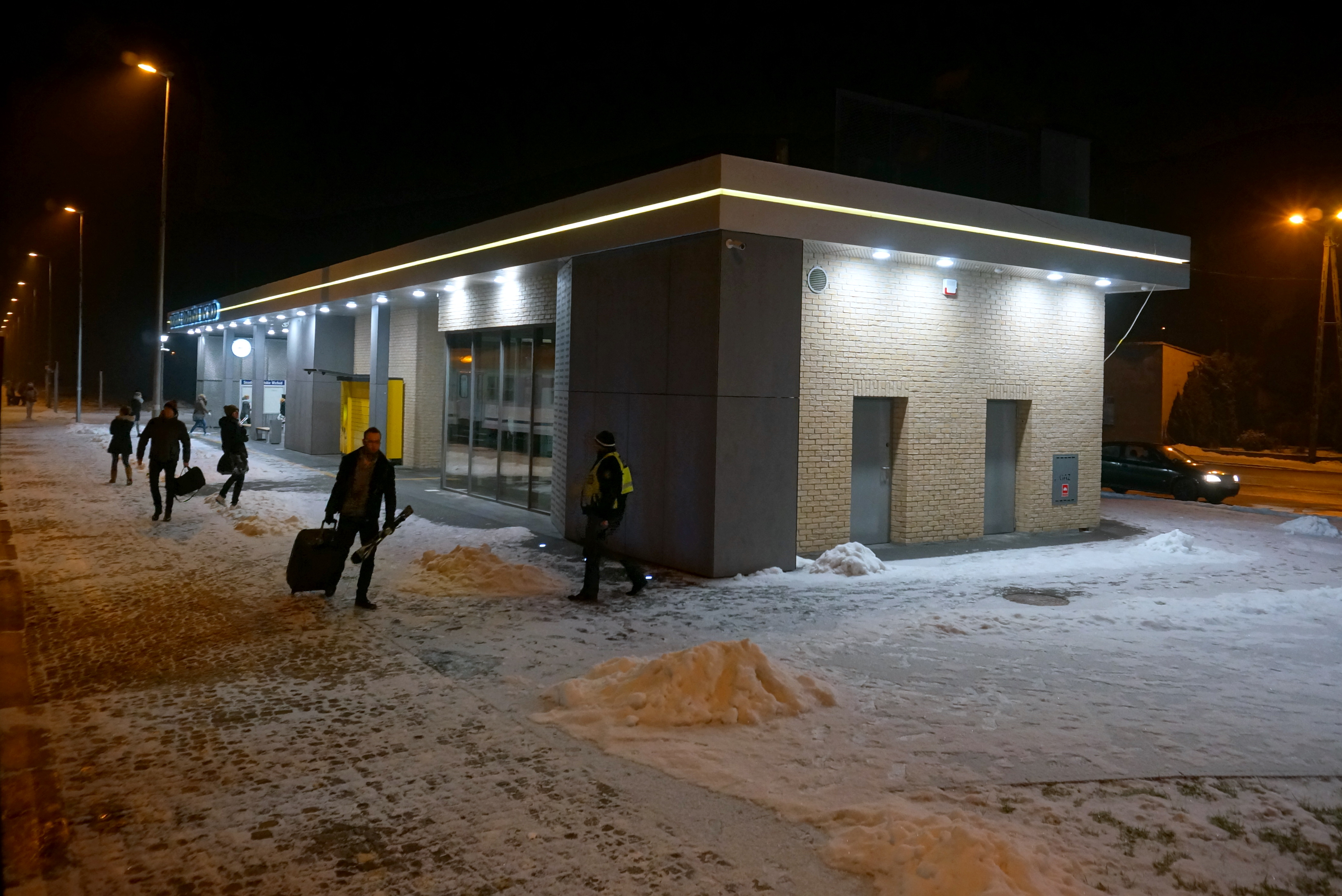
Budynek dworcowy nocą

W 2014 roku PKP podjęło ostateczną decyzję o rozbiórce starego budynku dworca i budowie nowego w ramach projektu Innowacyjnych Dworców Systemowych. Fakt ten tłumaczono wysokimi kosztami remontu dotychczasowego budynku, wyższymi od kosztów budowy nowego dworca. Jak podkreśla Biuro Prasowe PKP, nowy budynek ma być tańszy w utrzymaniu, przyjazny dla osób niepełnosprawnych oraz ekologiczny – na dachu znajdą się ogniwa fotowoltaiczne, które będą generowały prąd. Ponadto budynek dworca będzie podświetlany w momencie przyjazdu pociągu na stację. Oświetlenie na dworcu będzie regulowane automatycznie. Dworzec ma być podzielony na dwie części: kolejową (poczekalnia, sanitariaty) oraz handlową (lokal komercyjny do wynajęcia oraz w drugim lokalu – posterunek policji). Oprócz tego powstanie duża wiata z ławkami dla podróżnych oraz stojakami na rowery. Koszt rozbiórki starego i budowy nowego dworca planowano na około 5 mln PLN.
Na początku 2015 roku rozpoczęły się prace budowlane. Najpierw został zburzony stary dworzec, a w końcu lutego 2015 roku rozpoczęła się budowa nowego budynku. Pracami zajmowała się firma AMP, która złożyła najkorzystniejszą ofertę w przetargu. Zakończenie budowy dworca zaplanowano na 3 kwartał 2015 roku. Otwarcie dworca nastąpiło 11 września 2015 roku.